# Aquitániai Szent Prosper
Aquitániai Szent Prosper (latinul: Prosper Aquitanus), (Aquitania, 390 körül – Róma, 455 körül) szentté avatott ókeresztény író.

## Élete
Gyermekkoráról, származásáról nem tudunk. Valószínűsíthető, hogy a mai Marseille területén tanult. Kiváló klasszikus műveltséget szerzett, majd megnősült és laikusként teológiával foglalkozott. Írói munkásságában világi és teológiai költeményeket is írt.
Tanulmányai alatt alaposan megismerte a Bibliát, valamint Hippói Szent Ágoston tanítását. 
415 körül az akkori Massiliában, a mai Marseille-ben élt, barátjával Hilariusszal, szerzetesek között. Itt fellépett a szemipelagianizmus ellen, mely az üdvösségben túlértékelte az emberi szabad akaratot, viszont a kegyelem ingyenességét és hatását alábecsülte.
Amikor támadás indult Hippói Szent Ágoston tanításai ellen, Rómába utazott, és kérte I. Celesztin pápától, hogy ítélje el Ágoston ellenfeleit. A pápa ezt nem tette meg, de adott neki egy írást, melyben általában megvédi Ágoston tanait. 
440 után Nagy Szent Leó pápa titkára.
Későbbi életéről, illetve haláláról nincsenek információk.

## Művei
- Capitua Caelestiana
- Carmen de ingratis

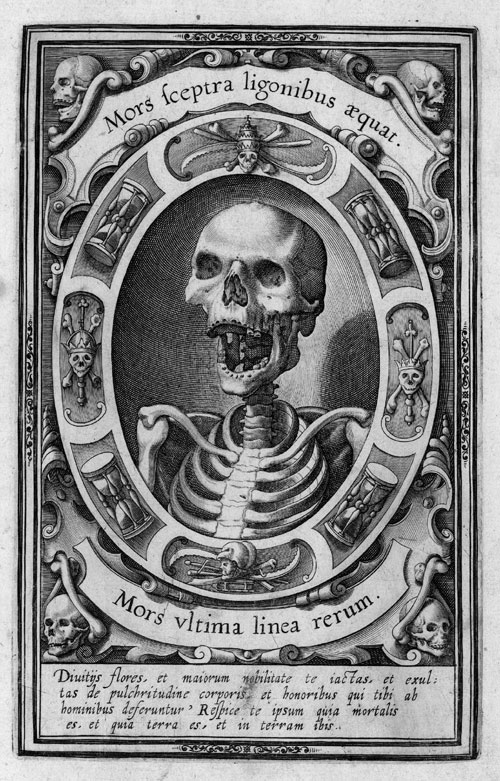
Műveinek gyűjteménye 1570-ből

- De gratia Dei et libero arbitrium contra collactem
- De vocatione omnium gentium.
- Epitaphium Nestiorianae.
- Exposito Psalmorum
- Liber sententiarum ex operibus
- Liber epigrammatum ex sententiis sancti Augustini
- Epigrammatum ad Flavianum
- Epitoma chronicorum.
- Poema coniugis ad uxorem

## Fordítás
- Ez a szócikk részben vagy egészben  a   Prosper of Aquitaine című angol Wikipédia-szócikk fordításán alapul.  Az eredeti cikk szerkesztőit annak laptörténete sorolja fel. Ez a jelzés csupán a megfogalmazás eredetét és a szerzői jogokat jelzi, nem szolgál a cikkben szereplő információk forrásmegjelöléseként.